# سامي ستيوارت (لاعب كرة قدم)
سامي ستيوارت (بالإنجليزية: Sammy Stewart)‏ (1 مارس 1991 في المملكة المتحدة - ) هو لاعب كرة قدم بريطاني وأيرلندا الشمالية في مركز الوسط. لعب مع بورتاداون وغلينافون وليسبورن ديستليري ونادي أبردين ونادي كاودينبيث لكرة القدم.

## وصلات خارجية
- سامي ستيوارت على موقع قاعدة بيانات كرة القدم.إي يو (الإنجليزية)
- سامي ستيوارت على موقع Soccerbase.com (لاعب) (الإنجليزية)
- سامي ستيوارت على موقع Soccerway.com (الإنجليزية)